# لونا کوهن
لونا کوهن (انگلیسی: Lona Cohen؛ زاده ۱۱ ژانویهٔ ۱۹۱۳ درگذشته ۲۳ دسامبر ۱۹۹۲) یک جاسوس اهل ایالات متحده آمریکا بود که برای اتحاد شوروی فعالیت می‌کرد. وی همسر موریس کوهن بود. وی در آدامز، ماساچوست از والدین پیرو کلیسای کاتولیک و مهاجر لهستانی به دنیا آمد.

## اوایل زندگی
لونا کوهن، لئونتین ترزا پتکا، روز ۱۱ ژانویهٔ ۱۹۱۳ در آدامز، ماساچوست، بدنیا آمد. پدر و مادر او مهاجران کاتولیک و از لهستان به آمریکا آمده بودند. خانواده لونا در شهر تفتویل مسکون بودند. اما لونا در حین نوجوانی، در سن ۱۵ سالگی خانه را ترک کرد و از والدین خود جدا گشته و به تنهایی عازم نیویورک شد. همان سال، ۱۹۲۸ وی به
حزب سوسیالیست پیوست. از همان زمانی که لونا در دهکده گرینیچ زندگی می‌کرد؛ اعتقادات مذهبی خود را کنار گذاشته و به خداناباوری روی آورده بود. بعد از مدتی او حزب سوسیالیست را نیز رها کرد و به عضویت حزب کمونیست درآمد. جورج بلیک، یک عنصر نفوذی در دستگاه اطلاعاتی بریتانیا در مصاحبه ای، لونا را چنین وصف کرده‌است: «لونا زنی بسیار بسیار قاطع و مصمم بود».

## فعالیت جاسوسی

### در ایالات متحده
لونا کوهن پیش ازدواج با موریس کوهن در سال ۱۹۴۱، نمی‌دانست که همسر آینده اش از عمّال مخفی اتحاد جماهیر شوروی است. در آن سال موریس او را در حوزهٔ فعالیت خود در منطقهٔ نیویورک جذب می‌کند. لونا و موریس ابتدا زیر نظر یک افسر اطلاعات اتحاد جماهیر شوروی، بنام سمیون سمیونوف فعالیت می‌کردند تا این که بوسیله نامه ای ناشناس ادعا شد که سمیون سمیونوف، توسط اداره تحقیقات فدرال، شناسایی شده‌است. بعد از دریافت نامه، دستگاه اطلاعاتی شوروی سمیونوف را از صحنه خارج و به مسکو فرا می‌خواند. پس از گذشت چهار ماه از این ماجرا، لونا و موریس به یک افسر جدید ناظر، بنام آناتولی یاتسکوف متصل می‌شوند.
در این زمان برای اولین بار به لونا یک تکلیف عملیاتی محول می‌شود. از او خواسته شد تا جزئیات سلاح‌های تازه تولید شده آمریکایی را بدست آورده و در اختیار کارشناسان فنی اتحاد جماهیر شوروی قراردهد. لونا با مرد جوانی که در یک مؤسسه مربوط به علوم و فنون هواپیمایی در هارتفورد کار می‌کرده آشنا می‌شود. از این مرد در گزارشهای لونا با نام آلن یاد شده‌است. طبق گزارش لونا، آلن در مقابل دریافت ۲۰۰۰ دلار، می‌پذیرد که یک قبضه مسلسل جدید را از داخل مؤسسه به بیرون قاچاق کند. در مرحله بعدی، آلن موفق می‌شود، این سلاح را روی شانه و زیر بالاپوش خود، مخفی کرده و از مؤسسه خارج کند. در ادامه شوهر لونا، یعنی موریس کوهن، با جاسازی سلاح، درون یک جعبه کنترباس، آنرا مخفیانه وارد کنسولگری شوروی کرده و به مأموران کنسولگری تحویل می‌دهد.
شبکه ای که موریس اداره می‌کرد در حال گسترش بود. در سال ۱۹۴۲ پس از آمادگی موریس مسئولیت ۷ داوطلبی که موریس اداره می‌کرد، به همسرش لونا محول شد. این شبکه تحت شاخه ای بنام محور X  فعالیت می‌کرد. لونا کوهن بمثابه مسئول بخشی از این شاخه، مأمور پیگیری و اجرای عملیات تجسسی در زمینه فنی و صنعتی شد. محل ارتباط و تبادل اطلاعات، سواحل شرقی بود. در حوالی این خطوط ساحلی لونا به دفعات، مدارکی را از دریانوردان آمریکای جنوبی و اروپا تحویل گرفته‌است. لونا زنی جوان و جذاب بود و از این صفات خود برای ایجاد ارتباط با کارمندان اسکله سود می‌برد. بعدها، سمیونوف در یک گزارش ارزیابی از لونا کوهن، عشق او را به اتحاد جماهیر شوروی ستوده و از همکاری لونا با مأمور رابطی که نهایتاً با نام بیل وایزبند شناسایی شد، تقدیر کرده‌است.
هم‌زمان با اجرای وظایفی که لونا کوهن، در ارتباط با محور X  بر عهده داشت؛ در یک کارخانه وابسته به وزارت دفاع نیز مشغول کار بود. ابتدا در سال ۱۹۴۲ در یک کارخانهٔ تولید قطعات فلزی، بنام «پابلیک متالز» مشغول ماشینکاری بود. سال بعد یعنی در سال ۱۹۴۳، کار لونا به یک کارخانهٔ تولید قطعات هوا پیما، بنام «ایر کرافت اسکرو» منتقل شد. در این کارخانه رئیس بخشی که لونا در آن کار می‌کرد او را به تبلیغات کمونیستی متهم کرده‌است. نیز در همین کارخانه بود که لونا، در حین کار دچار سانحه شد و بخشی از موهایش، به ماشینی گیر کرده و کنده شد.